# 爭取中文成為法定語文運動
中文運動是1960年末起香港學界為爭取中文能享有官方語言或提高地位的社會運動。

## 前奏

### 香港法定語文
自1842年和1860年大清與英國簽訂《南京條約》及《北京條約》後，香港成為了英國殖民地。香港人口以華人廣東族群為主，日常一般以廣府話及其他如潮州話等中國語言溝通。然而當時政府內大部分重要官員均由英國人擔任，而英文則成爲當時唯一的實際官方語言。縱然在1974年前，英國政府和港英政府沒有在法律文件提及英文的法定語文地位，但殖民地的行政、立法和司法均以英文進行。只有英文為具有法律效力的語言。雖然殖民地政府各種與華人有關的通告、告示多數都會翻譯成為中文，但一切法律文件只有以英文書寫才具有法律效力，政府文書只能使用英文。

### 中文大學成立
1963年，香港中文大學成立，為首家以中文為教學語言的大學，當時全香港唯一一間以中文授課的大學，獲得政府承認，香港法例《香港中文大學條例》亦表示中大的「主要授課語言為中文」。在此之前，香港的高中生只能升讀以英文為授課語言的香港大學。1968 年，中文大學崇基學院舉行的中文研討會，為中文運動拉開帷幕 。 其後，「爭取中文成為法定語文運動聯會」在中大成立 由中大崇基學院學生林鴻籌先生擔任主席。

### 香港革新會與新界鄉議局
1964年，香港革新會首先建議將中文設為法定語言，其市政局議員貝納祺為此提出動議。1967年9月尾，新界鄉議局亦向政府提出相似的建議。此兩件事件被視為中文運動的先聲。

## 第一次中文運動
香港在1966年及1967年發生六七暴動後，有識之士有感於政府對華人的重視不足，是引起社會不安的原因之一。中文因為法律地位問題被看貶，造成政府與一般市民之間溝通的隔閡。例如任何與政府有關的文書亦必須以英文書寫；中文報章的輿論卻常被忽視，倘若要向政府部門提出建議或投訴，只有寫信給香港最大英文報章之一《南華早報》（South China Morning Post）方才有實效。但當時市民教育水平甚低，好多人都不諳英語或只懂得基本英語。
隨著1960年代末期，中國民族主義在香港高等教育界中興起，中文成為了建立其民族身份的象徵。提高中文地位的呼聲日隆。中文運動最先由專上學生發起，在1968年由學界成立委員會向政府爭取中文合法使用。
1969年，香港首個烽煙節目《太平山下漫步》誕生，市民可以透過該節目與政府官員溝通。
1970年，政府成立委員會研究公事上使用中文。
1972年，鍾士元成為首名在立法局會議使用中文的議員。
1974年，政府立法通過中文與英文享有同等法律地位。

## 第二次中文運動
1977年，司徒華擔任中文運動聯合委員會主席，發起第二次中文運動。另一位中文運動的重要人物是黃夢花醫生，黃夢花是60至70年代香港中文運動的領導人物之一。他多年來批評港府只承認為非多數香港居民母語的英語作官方語言的語言歧視問題，並以香港中文教育促進委員會會長身份向港英政府爭取中文成為法定語言，在1971年收集了三十三萬簽名到唐寧街要求將中文定為法定語言。其建議最終於1974年為政府採納。他又於1977年聯合眾多團體如香港專上學生聯會、教育行動組等組成中文運動聯合委員會，與教協的司徒華會長一起發起第二波中文運動。他表示希望藉運動推行母語教育，讓中文成為法定語言，促進種族平等。

## 另見
- 香港語文